# البحث عن جلادي الأسد (وثائقي)
البحث عن جلادي الأسد هو فيلم وثائقي من إنتاج قناة الجزيرة بالتحقيق المشترك مع مجلة دير شبيغل الألمانية، يكشف عن جرائم وانتهاكات ارتكبتها شبكة تتبع للنظام السوري هاجرت إلى أوروبا، ويعمل بعضها في جمع الأموال لصالح النظام السوري، كما يقوم آخرون بجمع المعلومات عن بيئة المهاجرين السوريين هناك ونقلها إلى الداخل وهو ما يعرض أسرهم وأقاربهم للخطر.

## تفاصيل عن الوثائقي
يتحدث وثائقي البحث عن جلادي الأسد عن شبكة من المجرمين المرتكبين لجرائم قتل وانتهاكات بحق المدنيين في سوريا ولاذو بالفرار في وقت لاحق إلى أوروبا تحت مظلة اللجوء والهجرة، وعرض الوثائقي وهو من تحقيقات الجزيرة بالصور الحصرية أدلة تثبت تورط عائلة الأسد في التعذيب داخل المستشفيات

## العواقب والتبعات
بعد نشر وثائقي البحث عن جلادي الأسد وجّه المدعي العام الألماني تهم ارتكاب جرائم ضد الإنسانية للطبيب السوري علاء موسى الذي نال نصيبه من التحقيق الوثائقي، تتضمن 18 حالة تعذيب وحالة قتل ارتكبها المتهم ضد مدنيين بينهم أطفال وذلك في مستشفيين عسكريين للنظام السوري بين عامي 2011 و 2012، وعن حيثية أساليب التعذيب قال المدعي العام الألماني أن بينها حرق أعضاء تناسيلة بعد سكب الكحول عليها وضرب على العظام المكسورة وإجراء عمليات تصحيح كسور بدون تخدير، وهي نفس المعلومات التي وردت في الوثائقي الذي كشف عن هجرة الطبيب علاء موسى إلى ألمانيا في 2015 وعمله في مستشفيات بمدينتي جوتنجن وباد فيلدونجي، وبعد نشر الوثائقي اعتقل الطبيب علاء موسى في ألمانيا في حزيران/2021 وبدأت محاكمته في مدينة فرانكفورت الألمانية في يناير/2022 بترحيب من منظمة هيومن رايتس ووتش، الجدير بالذكر أن معدو الوثائقي استندوا إلى مجموعة من الأساليب الاستقصائية شملت تقنيات تحديد المواقع الجغرافية والشهود والبيانات الحصرية.